# ラニナミビル

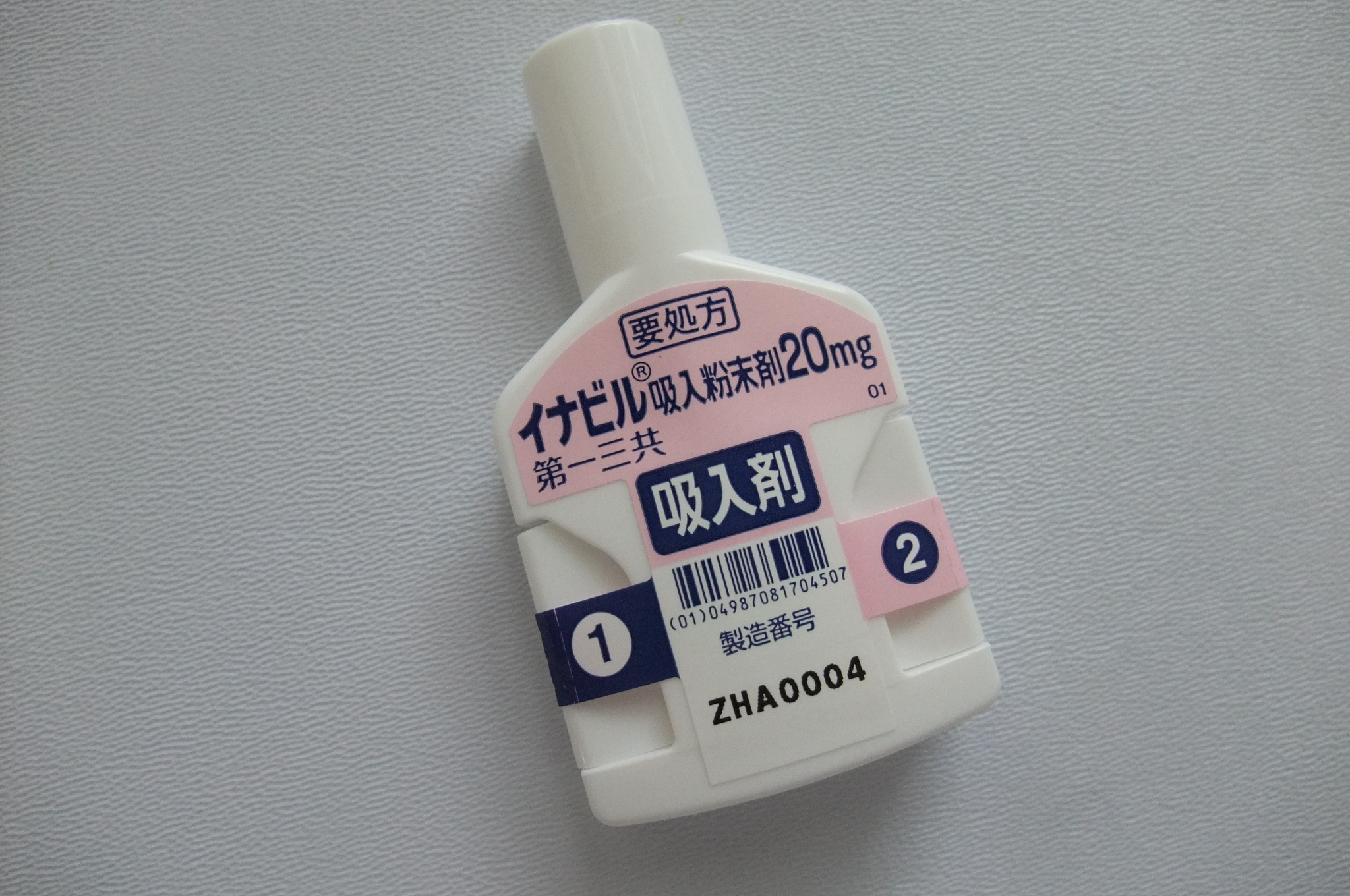

ラニナミビル (Laninamivir) は、インフルエンザ治療薬。ノイラミニダーゼ阻害薬。商品名イナビル。2010年9月に日本での製造承認が認められた。第一三共により開発名 CS-8958 として研究開発されていた。

## 薬理
ノイラミニダーゼ阻害薬として、細胞膜でのシアル酸切断によるインフルエンザ・ウイルス遊離を阻害し、インフルエンザ・ウイルスの増殖を防ぐ。
剤形はザナミビルと同じく吸入薬である。製剤はカプリル酸エステルでありプロドラッグとして上気道に付着し、加水分解を受け、活性型となる。
ペラミビルと同様長時間作用し、単回投与で5日間程度作用する。そのため投薬は1回で済む。

## 効能・効果
抗インフルエンザ薬としてA型、B型のインフルエンザに作用する。

## 投与方法
専用のパッケージに入った粉末体を気道から吸入することによって投与する。吸入での投与が困難な認知症患者、小児、重症者には不向きな薬剤であり、その場合はペラミビル等を検討することになる。

## 安全性
妊婦についての安全性は確認されていない。また母乳中への移行が確認されており、授乳婦においても安全性は確認されていない。